# Eparchie balašichinská
Eparchie balašichinská je eparchie ruské pravoslavné církve nacházející se v Rusku.

## Území a titul biskupa
Zahrnuje správní hranice území městských okruhů Moskevské oblasti: Balašicha, Reutov, Orechovo-Zujevo, Šcolkovo, Losino-Petrovskij, Bogorodsk, Černogolovka,  Šatura, Pavlovskij Posad, Elektrogorsk, Frjazino, Elektrostal a Hvězdné městečko.
Eparchiálnímu biskupovi náleží titul biskup balašichinský a orechovo-zujevský.

## Historie
Dne 5. října 2011 byl rozhodnutím Svatého synodu zřízen vikariát Balašicha moskevské eparchie aby bylo pomoženo metropolitovi krutickému a kolomenskému Juvenaliju (Pojarkovi) při řízení moskevské eparchie. Dne 28. listopadu 2017 se biskup balašichinský Nikolaj (Pogrebnjak) dostal do přímé kanonické jurisdikce Patriarchy moskevského a celé Rusi.
Dne 13. dubna 2021 byla Svatým synodem zřízena Moskevská metropole a bylo do ní včleněno 5 nových eparchií včetně eparchie balašichinská.

## Seznam biskupů

### Vikariát Balašicha
- 2012–2021 Nikolaj (Pogrebňak)

### Eparchie Balašicha
- 2021–2025 Nikolaj (Pogrebňak)